# Marvel's 616
Marvel's 616 é uma série antológica documental, produzida pela Marvel New Media e a Supper Club para o serviço de streaming Disney+, estreada no dia 20 de novembro de 2020. O nome "616" é uma alusão à Terra-616, o universo ficcional onde os personagens canônicos da Marvel Comics vivem. Ele também é referenciado no Universo Cinematográfico Marvel. No dia 20 de novembro, o produtor executivo, Joe Quesada, disse que era "definitivamente" possível que o programa fosse renovado para uma segunda temporada, no entanto, a renovação ainda não é oficial.
Cada episódio foca em um aspecto diferente do Universo Marvel; por exemplo, o primeiro episódio da série trata da versão japonesa do Homem-Aranha (Supaidāman). Outros episódios giram em torno de cosplays Marvel, action figures, e até mesmo musicais com a temárica de quadrinhos da Marvel Comics. A série também foi, em geral, bem recebida, com críticos apreciando o estilo e o tom da produção.

## Premissa
Marvel's 616 retrata oito incríveis histórias, ilustrando alguns dos bolsos mais interessantes e desconhecidos do Universo Marvel. Ela também explora o "rico legado de personagens pioneiros, criadores e storytelling para refletir o mundo fora de da sua janela."

## Episódios
| N.º | Título                               | Dirigido por   | Lançamento          |
| --- | ------------------------------------ | -------------- | ------------------- |
| 1 | "O Homem-Aranha Japonês"             | David Gelb     | 20 de novembro 2020 |
| Em 1978, a Marvel Comics e a distribuidora japonesa TOEI assinaram um acordo histórico para trazer personagens da Marvel para a televisão japonesa. A primeira colaboração, Homem-Aranha (Supaidāman), foi um sucesso enorme que revolucionou todo um gênero de entretenimento popular japonês. Este documentário revela como um crossover cultural tão incrível ocorreu, com comentários do elenco e da equipe, que fez milagres para o projeto acontecer. |                                      |                |                     |
| 2 | "Mais Alto, Mais Longe, Mais Rápido" | Gillian Jacobs | 20 de novembro 2020 |
| Este episódio reconhece as mulheres desbravadoras da Marvel Comics e como elas foram pioneiras em contar histórias representativas e inclusivas no Universo Marvel. |                                      |                |                     |
| 3 | "Artistas Incríveis"                 | Clay Jeter     | 20 de novembro 2020 |
| Poucos fãs sabem quantos artistas da Marvel moram e trabalham ao redor do mundo, bem longe do Curral da Marvel em Nova York. Acompanhando Javier Garrón e Natacha Bustos, dois artistas espanhóis que vivem e trabalham em Barcelona, veremos como a vida e o ambiente deles influenciaram os seus trabalhos ilustrando os personagens de sucesso Miles Morales e Garota da Lua.                                                                            |                                      |                |                     |
| 4 | "Achados e Perdidos"                 | Paul Scheer    | 20 de novembro 2020 |
| O ator e comediante Paul Scheer está à procura de personagens "esquecidos" da Marvel Comics. Ao longo de sua jornada, ele vai descobrir o que é necessário para criar um personagem emblemático da Marvel, além de desvendar uma força inusitada a ser reconhecida. |                                      |                |                     |
| 5 | "O Traje Perfeito"                   | Andrew Rossi   | 20 de novembro 2020 |
| A comunidade de cosplay transborda criatividade, e muitos indivíduos encontraram não só autoconfiança, mas também amigos para a vida toda encarnando os personagens da Marvel que os inspiram. "O Traje Perfeito" é um olhar íntimo sobre cinco cosplayers de todo os EUA em suas jornadas à Comic Con de Nova York. |                                      |                |                     |
| 6 | "Tirando da Caixa"                   | Sarah Ramos    | 20 de novembro 2020 |
| Figuras de ação antes viviam apenas em baús de brinquedo, mas hoje, elas são apreciadas e preservadas por colecionadores de todas as idades. "Tirando da Caixa" reflete sobre a relação simbiótica entre brinquedos e quadrinhos, além dos profissionais criativos que unem os dois. |                                      |                |                     |
| 7 | "O Método Marvel"                    | Brian Oakes    | 20 de novembro 2020 |
| Separada por milhares de quilômetros, a equipe de criação por trás da nova série de quadrinhos Homem de Ferro 2020 da Marvel deve unir forças para cumprir o prazo da primeira edição. Com o veterano dos quadrinhos Dan Slott, um dos últimos escritores vivos a colaborar usando o "O Método Marvel", é uma corrida contra o relógio para lançar uma das primeiras séries de quadrinhos da Marvel da década.                                              |                                      |                |                     |
| 8 | "No holofote"                        | Alison Brie    | 20 de novembro 2020 |
| A Marvel conta as histórias de pessoas comuns fazendo coisas extraordinárias, e o programa Marvel Spotlight apresenta essas histórias em um novo meio: o palco! |                                      |                |                     |

## Produção
A produção aconteceu sob a supervisão da Marvel New Media e a Supper Club. A série foi anunciada junto do Marvel's Hero Project, outra série documental da Marvel, a qual seria lançada junto da plataforma do Disney+ nos Estados Unidos, em novembro de 2019. Além disso, no dia 21 de novembro de 2020, um dia após o lançamento da série, um pôster para cada episódio foi revelado. Os oito episódios foram lançados de uma só vez, no dia 20 de novembro de 2020, no Disney+.
Diretores notáveis da série incluem o ator e colaborador da Marvel Comics, Paul Scheer, e Gillian Jacobs, da série Community, que também atuou no terceiro reboot de The Twilight Zone, e Rick and Morty, de Mike McMahan. Além disso, há uma aparição do criador da Marvel Comics, Stan Lee, por meio de um material de arquivo. Várias estrelas convidadas aparecem em entrevistas, como Sara Amanat e Lorraine Cink. No dia do lançamento da primeira temporada, o produtor executivo, Joe Quesada, observou que uma segunda temporada era "definitivamente" possível.

## Recepção
A primeira temporada foi bem recebida pelos críticos; no entanto, alguns portais, como o CBR.com, não gostaram da série, dizendo que o conteúdo é "superficial e brando, mesmo sendo fácil de assistir graças à produção pegajosa e engajadora".  O The A.V. Club afirmou que "parec[ia] poder ser excruciante" no papel, mas disse ainda que o show aquece corações e é divertido.
O Cosplay Central analisou o quinto episódio da série, denominado "O Traje Perfeito", que falava sobre cosplay e as vestimentas dos heróis. Eles acrescentaram que o episódio era "realmente especial", porque deu destaque a cinco cosplayers da New York Comic Con, incluindo StrongInCostume e ZiaCosplay. CNET apontou em sua análise que alguns fãs da Marvel questionaram a decisão da editora em escalar Dan Slott para o sétimo episódio, "O Método Marvel", uma vez que o episódio o mostra escrevendo de forma muito lenta e colocando aqueles que trabalham com ele em situações terríveis fazendo isso, e alguns leitores se perguntaram se Slott estava realmente trabalhando ou apenas relaxando.